# Into Glory Ride
Into Glory Ride (englisch etwa für „Ritt in den Ruhm“ oder „In den Ruhm reiten“) ist das zweite Studioalbum der US-amerikanischen True-Metal-Band Manowar.

## Entstehung
Obwohl das Debütalbum Battle Hymns in Europa recht gut aufgenommen wurde, blieb der Erfolg in ihrem Heimatland USA aus. Als Konsequenz verloren Manowar ihren Plattenvertrag bei Liberty Records (EMI). Mit Scott Columbus wurde ein neuer Schlagzeuger gefunden, der bis 1990 und von 1996 bis 2008 festes Mitglied der Band war. Mit einer Demokassette bewarb sich die Band bei mehreren Plattenfirmen, unter anderem bei dem Independent-Label Music for Nations. Den Plattenvertrag zum zweiten Album unterzeichneten die Bandmitglieder mit ihrem eigenen Blut. Die Firma veröffentlichte die Demokassette dann auch unter dem Titel Into Glory Ride fast unbearbeitet, was auch den schwachen Klang erklärt.

## Musikstil
Im Gegensatz zum Vorgänger sind die Lieder nun sehr viel epischer gehalten, weltliche Themen fehlen in allen Texten, bis auf den Opener. Die Lieder bedienen vor allem Fantasy-Klischees und handeln von Kriegern und Schlachten. Das Coverartwork ist an diese textliche Ausrichtung angepasst und zeigt ein Foto der Band verkleidet als Fantasykrieger mit Hieb- und Stichwaffen.

## Veröffentlichung
Jahrelang war dies das „verschollene“ Album der Band. 1983 erschienen in einigen Ländern Vinylausgaben, jedoch folgte keine CD-Auflage. Als die Bootleg-Szene zu wachsen begann, wurden zwei verschiedene Auflagen relativ bekannt. Zum einen eine Version, die noch zusätzlich das nachfolgende Album Hail to England enthielt (mit Wendecover) und zum anderen eine Version, die noch einige Live-Aufnahmen enthielt (das Live-Intro, Manowar, Fighting the World, Kings of Metal und Sign of the Hammer). Auf dieser zweiten Version befindet sich auch noch die ursprüngliche Version von Defender, für die Orson Welles einen Part mit eingesprochen hat.
Zum Lied Gloves of Metal existiert ein Musikvideo, das später auch auf der DVD Hell on Earth III zusammen mit einer um einige Spezialeffekte erweiterten Version erschien.
Im Jahr 1993 erschien eine Box mit dem Titel Secrets of Steel, die neben einem 15-minütigen VHS-Video auch die Alben Into Glory Ride und Hail to England erstmals auf CD enthielt. 2001 wurde Into Glory Ride durch Metal Blade Records mit Lizenz von Ragnar Productions neu gemastert als Silver Edition wiederveröffentlicht.

## Titelliste
1. Warlord – 4:15 (Joey DeMaio)
2. Secret of Steel – 5:50 (DeMaio/Ross The Boss)
3. Gloves of Metal – 5:26 (DeMaio/Ross The Boss)
4. Gates of Valhalla – 7:13 (DeMaio)
5. Hatred – 7:42 (DeMaio)
6. Revelation (Death’s Angel) – 6:32 (DeMaio)
7. March for Revenge (By the Soldiers of Death) – 8:32 (DeMaio)